# أوزوالدو ألفاريز باز
أوزوالدو ألفاريز باز (بالإسبانية: Oswaldo Álvarez Paz) هو محامي وسياسي فنزويلي، ولد في 12 فبراير 1943 في ماراكايبو في فنزويلا. حزبياً، نشط في . وقد انتخب عضو مجلس نواب فنزويلا.